# Manuel L. Alonso
Manuel L. Alonso   (Saragossa, 14 d'abril de 1948) és un escriptor de literatura juvenil en llengua castellana.

## Biografia
Manuel L. Alonso va nàixer el 14 d'abril de 1948 a Saragossa. Sempre va voler ser escriptor. Als dotze anys va començar a escriure i als quinze ja publicava relats de terror i de misteri a diferents revistes. Va compaginar aquesta afició amb altres ocupacions: encarregat de llibreria, executiu, crític de cinema i teatre, etc. Tanmateix, des de 1979 es dedica exclusivament a la literatura. Ha publicat al voltant de seixanta llibres de tots els gèneres (aventures, terror, humor…) i ha rebut diversos premis literaris.

## Premis
Premi Altea 1989 (Consuelo está sola en casa), Premi Jaén 1995 (Las pelirrojas traen mala suerte), Premi Protagonista Jove 1997 (L'impostor), Premi Librerio 1997 (Vacaciones peligrosas) i Premi Ala Delta 2005 (Rumbo Sur).